# Dekanat Wałbrzych-Południe

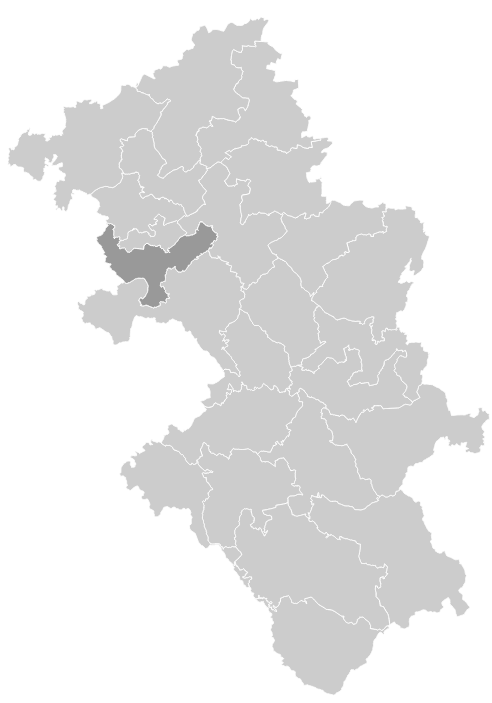
Położenie na mapie diecezji

Dekanat Wałbrzych-Południe – jeden z 24 dekanatów w rzymskokatolickiej diecezji świdnickiej.
Dekanat znajduje się na terenie województwa dolnośląskiego, w Wałbrzychu, powiecie wałbrzyskim oraz częściowo w świdnickim (Modliszów). Jego siedziba ma miejsce w Wałbrzychu przy kolegiacie Świętych Aniołów Stróżów. Jest to najludniejszy ze wszystkich świdnickich dekanatów.

## Parafie i miejscowości
W skład dekanatu wchodzi 9 parafii:

### parafia Niepokalanego Poczęcia NMP
- Boguszów-Gorce → kościół parafialny
  - Kuźnice Świdnickie → filia Najśw. Serca Pana Jezusa

### parafia Trójcy Świętej
- Boguszów-Gorce → kościół parafialny
  - Krakowskie Osiedle
  - Stary Lesieniec → filia św. Barbary

### parafia Zesłania Ducha Świętego
- Boguszów-Gorce
  - Gorce → kościół parafialny
  - Lubominek
- Jabłów → kościół filialny pw. Matki Bożej Częstochowskiej

### parafia św. Jana
- Dziećmorowice i Wałbrzych Kozice i Rusinowa → kościół parafialny
  - Nowa Wieś
  - Nowy Julianów
  - Stary Julianów
- Modliszów → kościół filialny św. Bartłomieja

### parafia NMP Nieustającej Pomocy
- Wałbrzych
  - Nowe Miasto → kościół parafialny

### parafia św. Franciszka z Asyżu
- Rybnica Leśna → filia św. Jadwigi Śląskiej
  - Kamionka
- Wałbrzych
  - Glinik → filia NMP Różańcowej
  - Podgórze → kościół parafialny

### parafia św. Józefa Oblubieńca NMP
- Wałbrzych
  - Sobięcin → kościół parafialny

### parafia św. Maksymiliana Kolbego
- Wałbrzych
  - Gaj → kościół parafialny
  - Glinik Nowy
  - Osiedle Matylda

### parafia Świętych Aniołów Stróżów
- Wałbrzych
  - Śródmieście → kościół parafialny i filia NMP Bolesnej

Powyższy wykaz przedstawia wszystkie miasta, wsie oraz dzielnice miast, przysiółki wsi i osady w dekanacie.